# Simonsböle

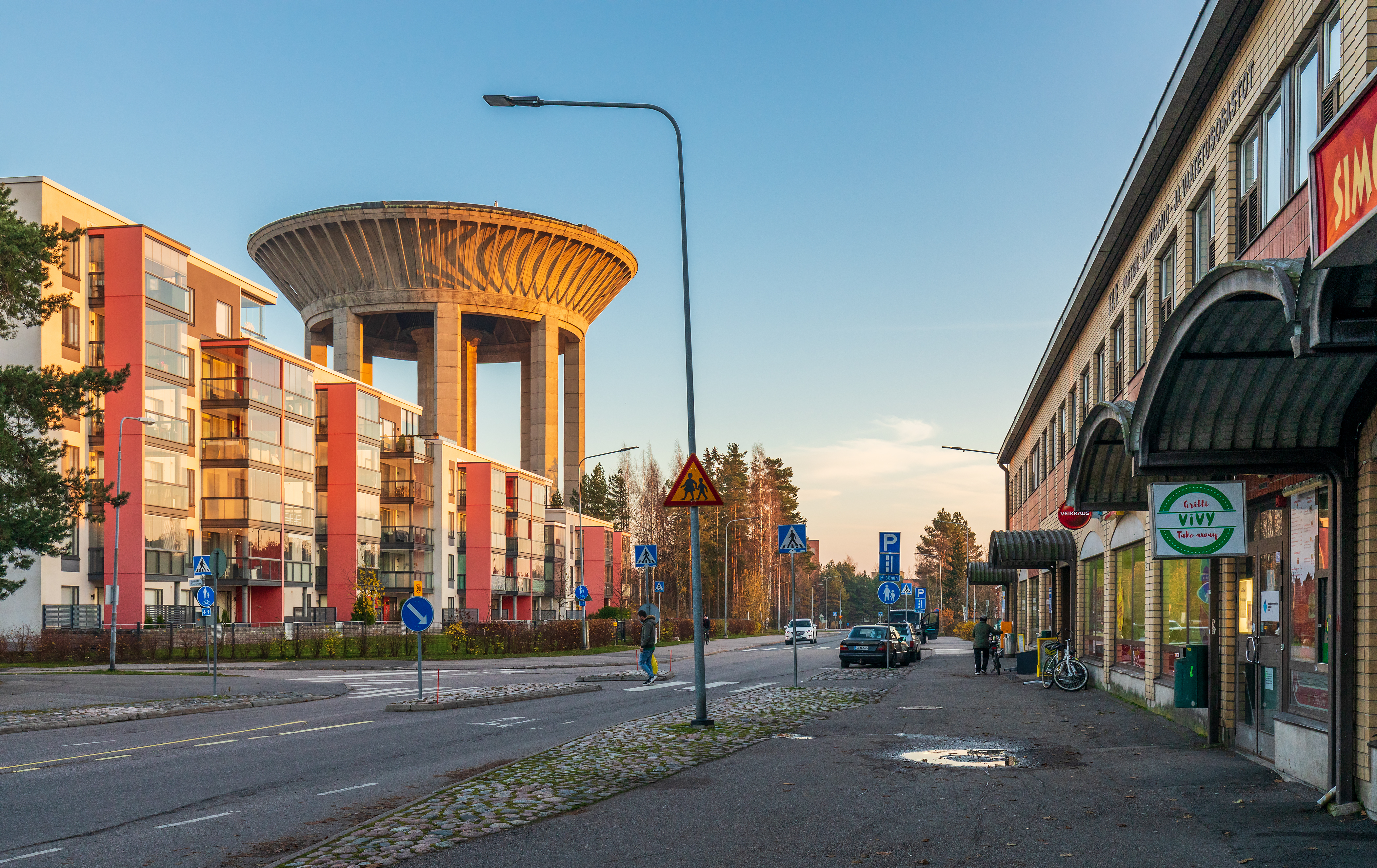
Ranunkelvägen i Simonsböle

Simonsböle (finska: Simonkylä) är en stadsdel i Vanda stad i landskapet Nyland. 
Till Simonsböle hör höghusområdena Simonsskog, Simonsberg, Simonsbro och Malmängen, samt egnahemshusområden mellan dem. Servicen är koncentrerad till Simonsböle och Simonsbergs köpcentrum. I Simonsböle finns också Vandas huvudbrandstation, som kommer att flyttas till Helsingfors-Vanda flygplats. 
Det största rekreationsområdena är Simonsböleparken där skidspår dras upp om vintern, Mösskärr och Mössåsens fyllnadsbacke som är populär pulkabacke på vintern. Det finns fotbolls- och badmintonplaner och en frisbeegolfbana i Simonsböle. 
Simonsskogs höghusområde var ett av huvudstadsregionens första områdesbyggande och planerades som någon slags modellförort med stora grönområden och höghus som passade in i terrängen. I dag är området skyddat. Den tätare, med social bostadsproduktion byggda Malmängen, var en oroshärd på 1980-talet, men situationen har lugnat ner sig. Området är populärt bland barnfamiljer och invandrare eftersom hyrorna är överkomliga. 